# Dacrymycetes
Dacrymycetes er en klasse i Basidiesvampe rækken.